# Christus van Havana
De Christus van Havana (Spaans: Cristo de La Habana) is een groot beeld van Jezus Christus op de heuvel van het San Carlos de la Cabaña-fort (Fortaleza de San Carlos de la Cabaña), aan de baai van Havana, Cuba. Het is een werk van de Cubaanse beeldhouwer Jilma Madera, die in 1953 er de opdracht voor won.

## Geschiedenis
Het was Marta Fernandez Miranda de Batista, de vrouw van dictator Fulgencio Batista, die de benodigde fondsen voor de bouw van het beeld had verzameld. Met de oprichting van het beeld probeerde Batista de steun van de bevolking te winnen. 
Het 320 ton zware kunstwerk werd gebouwd van 67 blokken marmer, die na de persoonlijke zegen van paus Pius XII vanuit Italië werden verscheept naar de plaats van bestemming. Op 25 december 1958 zegende kardinaal Arteage het beeld in. De prelaat deed dit met tegenzin vanwege zijn slechte verhoudingen met de dictator. 
Slechts 15 dagen na de inhuldiging, op 8 januari 1959, maakte Fidel Castro zijn entree in Havana tijdens de Cubaanse Revolutie. Het beeld werd in 1961, 1962 en 1986 geraakt door de bliksem, maar steeds weer hersteld. 
Het communistische regime stond vijandig jegens religie en kerk, maar vooral na het bezoek van paus Johannes Paulus II in 1998 begonnen de katholieken weer openlijk hun geloof uit te oefenen. Een nieuw pausbezoek volgde in maart 2012, ditmaal door paus Benedictus XVI. In de afgelopen jaren is de katholieke kerk wederom uitgegroeid tot een belangrijke factor op het eiland. 
De recente restauratie van het Christusbeeld markeert deze ontwikkeling. Het gerestaureerde beeld werd tien maanden na de aanvang van de renovatie opnieuw door het hoofd van de katholieke kerk op Cuba, kardinaal Jaime Ortega, gewijd.

## Beschrijving
Het beeld werd gemaakt van wit Carrara marmer en meet circa 20 meter hoog, inclusief een sokkel van 3 meter. Het Christusbeeld houdt de rechterhand bij het kin en de linker bij de borst. Het naar de stad gekeerde beeld kreeg geen ogen om de indruk te wekken dat het naar iedereen kijkt, ongeacht vanuit welk punt men het beeld bekijkt. 

## Locatie
Het beeld staat 51 meter boven zeeniveau op de heuvel La Cabaña in de wijk Casablanca in het stadsdeel Regla. Het beeld is vanuit veel plekken in de stad te zien en op de plaats van het beeld bevindt zich een panoramisch uitzichtpunt.